# أوغوستو سيزار ساندينو
أوغوستو سي. ساندينو (بالانجليزية: Augusto C. Sandino) (من مواليد 18 مايو عام 1895 – 21 فبراير عام 1934)، اسمه الكامل أوغوستو نيكولاس كالديرون دي ساندينو واي خزسيه دي ماريا ساندينو، ثوري من نيكاراغوا وقائد لحركات التمرد بين عامي 1927 و1933 ضد الاحتلال الأمريكي لنيكاراغوا. على الرغم من وصفه بأنه «قطاع طرق» من قِبَل حكومة الولايات المتحدة، إلا أن مآثره جعلته بطلًا في معظم أنحاء أمريكا اللاتينية إذ أصبح رمزًا لمقاومة الإمبريالية الأمريكية. جنّد ساندينو وحدات من مشاة البحرية الأمريكية إلى حرب عصابات غير معلنة. انسحبت القوات الأمريكية من البلاد في عام 1933 بعد الإشراف على انتخابات وتنصيب الرئيس خوان باوتيستا ساكاسا، الذي كان قد عاد من المنفى.
اغتيل ساندينو في عام 1934 على يد قوات الحرس الوطني التابعة للجنرال أناستاسيو سوموزا غارسيا، الذي استولى على السلطة في انقلاب بعد ذلك بعامين. بعد انتخابه رئيسًا بأغلبية ساحقة في عام 1936، استأنف سوموزا غارسيا السيطرة على الحرس الوطني وأنشأ ديكتاتورية إلى جانب سلالة عائلة سوموزا التي حكمت نيكاراغوا لأكثر من 40 عامًا. تمت المطالبة بإرث ساندينو السياسي من قِبَل الجبهة الساندينية للتحرير الوطني (إف إس إل إن)، التي أطاحت أخيرًا بحكومة سوموزا في عام 1979.
يحظى ساندينو بالاحترام في نيكاراغوا، وفي عام 2010 أطلق عليه الكونغرس بالإجماع لقب «البطل القومي». يستمر أحفاده السياسيون، بالحفاظ على نمطه بارتداء قبعة وأحذية بحواف عريضة، وأيضًا كتاباته من سنوات الحرب ضد قوات مشاة بحرية الولايات المتحدة (يو إس إم سي) في تشكيل الهوية الوطنية لنيكاراغوا.

## الاعتداء والمنفى في المكسيك
في عام 1921، في محاولة قتل، هاجم ساندينو، بعمر 26، داغوبيرتو ريفاس، ابن أحد سكان المدينة المحافظين البارزين، الذي أدلى بتعليقات مهينة عن والدة ساندينو. هرب ساندينو إلى هندوراس، ثم إلى غواتيمالا إلى أن وصل في النهاية إلى المكسيك حيث وجد عملًا في مصفاة ستاندرد أويل بالقرب من ميناء تامبيكو. في ذلك الوقت كانت المرحلة العسكرية من الثورة المكسيكية تقترب من نهايتها. بدأ نظام «ثوري مؤسسي» جديد بالظهور، مدفوعًا بمجموعة واسعة من الحركات الشعبية لتنفيذ أحكام دستور عام 1917. شارك ساندينو نشاطه مع الكنيسة السبتية والمعلمين الروحانيين والثوار المناهضين للإمبريالية والفوضوية والشيوعية. اعتنق معاداة رجال الدين لثورة المكسيك وأيديولوجية الأصولية، التي تمجد التراث الأصلي لأمريكا اللاتينية.

## ظهوره كقائد عصابات
بعد فترة وجيزة من عودة ساندينو إلى نيكاراغوا، بدأت الحرب الدستورية عندما ثار الجنود الليبراليون في ميناء بويرتو كابيزاس الكاريبي ضد الرئيس المحافظ أدولفو دياز، الذي تم تنصيبه مؤخرًا بعد انقلاب بمشاركة الولايات المتحدة. أعلن قائد هذه الثورة، الجنرال خوسيه ماريا مونكادا، تأييده ادعاء نائب الرئيس الليبرالي المنفي خوان باوتيستا ساكاسا.
عاد ساكاسا إلى نيكاراغوا ووصل إلى بويرتو كابيزاس في شهر ديسمبر، وأعلن نفسه رئيسًا لحكومة «دستورية» اعترفت بها المكسيك. قام ساندينو بتجميع جيش مؤقت يتكون بمجمله من عمال مناجم الذهب، وقاد هجومًا فاشلًا على حامية المحافظين بالقرب من منجم سان ألبينو. بعد ذلك، سافر إلى بويرتو كابيزاس للقاء مونكادا. بسبب عمليات الكر والفر التي شنتها أفراد العصابات ضد قوات المحافظين، والتي أجريت بشكل مستقل عن الجيش الليبرالي، لم يثق مونكادا في ساندينو وأخبر ساكاسا بذلك. نفى ساكاسا طلبات ساندينو المجهولة للحصول على أسلحة ولجنة عسكرية. على الرغم من ذلك، بعد أن استولى على بعض الأسلحة من جنود المحافظين الفارين، وافق القادة الليبراليون الآخرون على منح التفويض لساندينو.
بحلول عام 1927، عاد ساندينو إلى لاس سيغوفياس حيث جنّد فلاحين محليين لجيشه وهاجم القوات الحكومية بنجاح متزايد. في شهر أبريل، لعبت قوات ساندينو دورًا هامًا في مساعدة عمود الجيش الليبرالي الرئيسي، الذي كان يتقدم في ماناغوا. بعد تلقي الأسلحة والتمويل من المكسيك، بدا جيش مونكادا الليبرالي على وشك الاستيلاء على العاصمة، لكن الولايات المتحدة، باستخدام التهديد بالتدخل العسكري، أجبرت الجنرالات الليبراليين على الموافقة على وقف إطلاق النار.
في 4 مايو من عام 1927، وقع ممثلو الفصيلين المتحاربين على ميثاق إسبينو نيغرو، الذي تفاوض عليه هنري ستيمسون، الذي عيّنه الرئيس الأمريكي كالفن كوليدج كمبعوث خاص إلى نيكاراغوا. بموجب شروط هذا الميثاق، اتفق الجانبان على نزع السلاح، ما سمح لدياز بإنهاء فترة ولايته وإنشاء جيش وطني جديد يسمى الحرس الوطني (غارديا ناسيونال). كان من المقرر أن يبقى الجنود الأمريكيون في البلاد فقط للإشراف على الانتخابات الرئاسية المقبلة في شهر نوفمبر. وصلت كتيبة من مشاة البحرية الأمريكية تحت قيادة اللواء لوجان فيلاند لاحقًا لإنفاذ شروط الميثاق.
بعد توقيع ميثاق إسبينو نيغرو، رفض ساندينو أن يأمر أتباعه بتسليم أسلحتهم وعاد معهم إلى جبال سيغوفيا.